# Myiobius villosus
Myiobius villosus là một loài chim trong họ Tyrannidae.